# Скотт (Нью-Йорк)
Скотт (англ. Scott) — місто (англ. town) в США, в окрузі Кортленд штату Нью-Йорк. Населення — 1077 осіб (2020).

## Демографія
Згідно з переписом 2010 року, у місті мешкало 1176 осіб у 424 домогосподарствах у складі 340 родин. Було 493 помешкання
Расовий склад населення:
| - 98,4 % — білих - 0,4 % — чорних або афроамериканців - 0,4 % — азіатів - 0,1 % — корінних американців |

До двох чи більше рас належало 0,3 %. Частка іспаномовних становила 1,4 % від усіх жителів.
За віковим діапазоном населення розподілялося таким чином: 25,7 % — особи молодші 18 років, 60,9 % — особи у віці 18—64 років, 13,4 % — особи у віці 65 років та старші. Медіана віку мешканця становила 40,8 року. На 100 осіб жіночої статі у місті припадало 108,1 чоловіків;  на 100 жінок у віці від 18 років та старших — 103,3 чоловіків також старших 18 років.
Середній дохід на одне домашнє господарство  становив 71 520 доларів США (медіана — 65 694), а середній дохід на одну сім'ю — 79 347 доларів (медіана — 69 444). Медіана доходів становила 52 813 долари для чоловіків та 35 694 долари для жінок. За межею бідності перебувало 9,1 % осіб, у тому числі 6,8 % дітей у віці до 18 років та 12,7 % осіб у віці 65 років та старших.
Цивільне працевлаштоване населення становило 473 особи. Основні галузі зайнятості: освіта, охорона здоров'я та соціальна допомога — 24,1 %, виробництво — 19,7 %, публічна адміністрація — 9,5 %, науковці, спеціалісти, менеджери — 9,1 %.